# Àgata Roca i Maragall
Àgata Roca i Maragall (Barcelona, 1968) és una actriu catalana.

## Biografia
La petita de cinc germanes, passà la infància a Sarrià - Sant Gervasi (Barcelona). L'any 1991 acabà els estudis a l'Institut del Teatre de Barcelona i amb 4 companyes de promoció creà la companyia de teatre T de Teatre. En teatre ha participat en les obres Trio en mi bemoll, Maria Estuard, Paraula de poeta, Un dels últims vespres de carnaval, A la glorieta, VOS, Petits contes misògins, Homes! i Criatures. A la televisió, ha participat en el programa Gradua't, ara pots, a les sèries Estació d'enllaç, Sitges, Laura, Crims, Casting, Jet lag, El crac, Porca misèria i KMM, al llargmetratge L'estratègia del cucut, i ha estat conductora del programa diari Hola Barcelona a BTV. Al cinema, ha participat en Les hores del dia, de Jaime Rosales, Excuses!, de Joel Joan i Ficció, de Cesc Gay. A la ràdio, ha participat en el programa L'hora del pati, a RAC 1.
El seu treball en la televisió l'ha realitzat principalment a TV3. Destaquen les seves participacions en capítols de sèries de gran audiència com Estació d'enllaç, Porca misèria i Ventdelplà. No obstant això, el paper que la va donar a conèixer a la major part del públic català va ser el de Mariona en la sèrie emesa per TV3 i creada per T de Teatre, Jet Lag.
Entre els seus treballs per a cadenes d'àmbit estatal destaquen les seves participacions en la minisèrie Felipe i Letizia de Telecinco on va interpretar a la infanta Cristina de Borbó. El 2015 va formar part del repartiment de la segona temporada de la sèrie de misteri d'Antena 3 Sense Identitat interpretant a Blanca.
Quant al cinema, el 2003 participa en les pel·lícules Les hores del dia, de Jaime Rosales i Excuses! de Joel Joan. També ha format part del repartiment de les pel·lícules Dictat d'Antonio Chavarrías, Tots volem el millor per a ella de Mar Coll, Truman de Cesc Gay i El pregó de Dani de la Orden entre d'altres.
Va ser col·laboradora del programa de ràdio L'hora del pati, de l'emissora catalana RAC1, dirigit pel periodista Albert Om i que va finalitzar les seves emissions el juliol de 2004.
L'any 2024 se li atorgà el 50è Premi de Teatre Memorial Margarida Xirgu per la seva interpretació a l'obra L'imperatiu categòric, de Victoria Szpunberg, estrenada al Teatre Lliure de Gràcia.
És neboda dels polítics catalans Miquel Roca i Junyent i Pasqual Maragall i Mira. És parella del guionista i director Cesc Gay. Actualment viu al barri de Gràcia, a Barcelona.

## Filmografia

### Llargmetratges
| Any  | Títol original                       | Direcció           | Notes        |
| ---- | ------------------------------------ | ------------------ | ------------ |
| 2003 | Les hores del dia                    | Jaime Rosales      | Repartiment  |
| 2003 | Excuses!                             | Joel Joan          | Protagonista |
| 2006 | Ficció                               | Cesc Gay           | Repartiment  |
| 2009 | V.O                                  | Cesc Gay           | Protagonista |
| 2012 | Dictat                               | Antonio Chavarrías | Repartiment  |
| 2012 | Mentiders                            | Sílvia Munt        | Repartiment  |
| 2013 | Tots volem el millor per a ella      | Mar Coll           | Repartiment  |
| 2015 | Truman                               | Cesc Gay           | Figuració    |
| 2016 | El pregó                             | Dani de la Orden   | Repartiment  |
| 2018 | Jean-François i el sentit de la vida | Sergi Portabella   | Protagonista |